# 飆風特攻
是一部2015年美國、德國與中國合拍的動作驚悚片，由艾利克森·柯爾執導，寇特·威默編劇。為派屈克·史威茲與基努·李維主演的1991年《驚爆點》的重拍版。由艾格·拉米瑞茲、路克·布萊西、泰瑞莎·帕瑪與雷·溫斯頓主演。中国大陆于12月4日上映，華納兄弟電影定於2015年12月25日在美國上映。

## 劇情
故事敘述一名年輕的FBI新特工强尼·犹他滲透至一個能力超群的極限運動團隊，並企圖阻止該團隊所要進行的犯罪活动。

## 演員
- 路克·布萊西 飾 強尼·猶他（Johnny Utah），FBI新人
- 艾格·拉米瑞茲 飾 柏帝（Bodhi），团队领导
- 泰瑞莎·帕瑪 飾 聖莎拉（Samsara），团队成员
- 雷·溫斯頓 飾 安傑洛·帕帕斯（Angelo Pappas），FBI老成员
- 托比亞斯·桑特曼 飾 克勞德（Crowder），团队成员
- 狄諾·林多 飾 FBI导师

## 事故
澳大利亞衝浪運動員強尼·猶他的替身，他9月中旬在Teahupo'o進行衝浪特技的拍攝時弄傷了他的下巴。

## 發行
電影最初原定2015年8月7日上映，但於2014年8月12日，華納兄弟將日期改至2015年7月31日。2015年2月3日，上映日又延後到2015年12月25日，主要是打算與同期的《神鬼駭客：史諾登》、《神鬼獵人》、《翻轉幸福》、《家有兩個爸》和《震盪效應》共同競爭。而《神鬼駭客：史諾登》後來則延了期。

## 迴響

### 評價
爛番茄評級僅5%，Metacritic得分42，普遍獲得負面的評價，主要稱讚視覺上的特技表現，但批評劇情過於薄弱。據CinemaScore調查指出，觀眾在A+至F之間平均給了「B」的評價。

### 票房
中国大陆首週3天收获7600万人民币列第三位，次周收1.2亿居榜首，第三周入账4560万列第三位，最终成绩为2.46亿。香港首週4天获得345万港币居亚军。北市首週以434萬新臺幣居冠。美國首映當天票房為413萬美元，位居第六。
| 上一届： 《白鯨傳奇：怒海之心》 | 2015年台北週末票房冠軍 第50周                         | 下一届： 《STAR WARS：原力覺醒》 |
| 上一届： 《火星救援》           | 2015年中国內地一週票房冠軍 第50周（12月7日—12月13日） | 下一届： 《寻龙诀》              |

## 外部連結
- 官方网站
- 互联网电影数据库（IMDb）上《飆風特攻》的资料（英文）
- 爛番茄上《飆風特攻》的資料（英文）
- Metacritic上《飆風特攻》的資料（英文）
- Box Office Mojo上《飆風特攻》的資料（英文）